# Woudsend c.a.
Woudsend c.a. was een waterschap in de Nederlandse provincie Friesland dat een bestuursorgaan was van 1916 tot 1969. Het grondgebied lag in de gemeenten Hemelumer Oldephaert en Noordwolde, Gaasterland en Wymbritseradeel en had een oppervlakte van 2750 hectare.
Het waterschap had als doel het regelen van de waterstand ten noorden van de Bokkelaan, een particuliere polder uitgezonderd, het bevorderen van de verkeersgelegenheid en het onderhoud van enige werken. Voor de bemaling van dit waterschap en De Grote Noordwolderpolder werd gelijktijdig een waterschap De Drie Gemeenten opgericht dat een groot gemaal stichtte, exploiteerde en onderhield. 
Per 1 mei 1969 werd het waterschap opgeheven en ging het bij de eerste grote waterschapsconcentratie in die provincie, op in het waterschap Tusken Mar en Klif. Na verdere fusies valt het gebied sinds 2004 onder Wetterskip Fryslân.